# Українсько-мозамбіцькі відносини
Українсько-мозамбіцькі відносини — відносини між Україною та Республікою Мозамбік.
Мозамбік визнав незалежність України 17 березня 1992 року. Країни встановили дипломатичні відносини 19 серпня 1993 року.
До 2024 року інтереси громадян України в Республіці Мозамбік захищало Посольство України в Південній Африці. Надзвичайними і  Повноважними Послами України в Республіці Мозамбік (за сумісництвом) були такі Надзвичайні і Повноважні Посли України в Південно-Африканській Республіці:
1. Гур'янов Леонід Миколайович (1998-1999)
2. Турянський Ігор Мефодійович (2002-2003)
3. Скуратовський Михайло Васильович (2004-2006)
4. Абравітова Любов Олександрівна (2021-2025)

В 2006-2007 роках інтереси України в Республіці Мозамбік захищало Посольство України в Республіці Ангола та Надзвичайний і Повноважний Посол України в Республіці Мозамбік (за сумісництвом) Лакомов Володимир Іванович.
23 жовтня 2017 року відбулось офіційне відкриття Почесне консульства України в м. Мапуту; почесним консулом України призначений мозамбіцький бізнесмен Абіліу де Лобау Соейру Джуніор.
В травні 2023 року міністр закордонних справ України Дмитро Кулеба та президент Мозамбіка Філіпе Ньюзі домовилися про створення посольства України в Мозамбіку.
15 квітня 2024 р. відбулось офіційне відкриття Посольства України  в Республіці Мозамбік
8 січня 2025 року, згідно Указу Президента України № 19/2025, Надзвичайним і Повноважним Послом України в Республіці Мозамбік призначено Троненка Ростислава Володимировича.

## Торгівля
За підсумками 2021 року, обсяг двосторонньої торгівлі товарами склав $34,88 млн. При цьому експорт товарів з України до Мозамбіку склав $22,88 млн, а імпорт товарів з Мозамбіку до України — майже 12,00 млн. 
Український експорт переважно складався із зернових культур ($15,81 млн) та добрив (майже $6 млн).
Імпорт на 96,3 % складала продукція тютюну та його промислових замінників ($11,55 млн).
Експорт послуг у 2021 році склав 90,0 тис.